# Stefan Wyganowski
Stefan Wyganowski (ur. 14 stycznia 1894 w Kaznowie, zm. 19 lutego 1960 w Józefowie) – polski ziemianin, rolnik, przedsiębiorca, polityk, poseł na Sejm w II RP.

## Życiorys
Był z zawodu rolnikiem, studiował na SGGW w Warszawie.
Od 1908 roku należał do Związku Walki Czynnej. Brał udział w wojnie polsko-bolszewickiej jako ochotnik w 203. Pułku Ułanów, za co został odznaczony Krzyżem Walecznych.
Po odejściu z wojska po I wojnie światowej pracował w swoim majątku. Był prezesem Związku Ziemian w Łęczycy, członkiem zarządu wojewódzkiego tego związku i prezesem Kółka Rolniczego. W okresie międzywojennym mieszkał w Pokrzywnicy.
W 1935 roku został posłem IV kadencji (1935–1938) wybranym z listy państwowej 25 424 głosami z okręgu nr 18 (powiaty: łódzki i łęczycki).

## II wojna światowa i po wojnie
Po wysiedleniu z Pokrzywnicy przez Niemców w 1939 roku zamieszkał wraz z rodziną w Łowiczu, gdzie założył palarnię kawy i suszarnię cykorii pod nazwą „Turek” (istniejącą do dzisiaj).
Po wojnie próbował kontynuować pracę w firmie jako prywatny przedsiębiorca, jednak fabrykę upaństwowiono, a Wyganowskiemu początkowo powierzono funkcję dyrektora, jednak wkrótce (w 1947 roku) został aresztowany i więziony przez władze PRL-u w więzieniu w Michalinie pod Włocławkiem. Spędził w więzieniu 2 lata. Zachorował tam na gruźlicę, która później stała się bezpośrednią przyczyną jego śmierci.
Po wyjściu z więzienia przeniósł się do Józefowa. W latach 50. pracował w Centrali Nasiennej i w firmie „Buczyński” na stanowisku kierownika działu rolnego.

## Życie prywatne
Pochodził z rodziny szlacheckiej herbu Łodzia ze Zbylczyc. Był 4. dzieckiem Stanisława (1865–1900) i Anny z Orzechowskich (1868–1953). Ożenił się z Marią Karnkowską (1894–1970), która wniosła w wianie folwark Ligota, później sprzedany. Odziedziczył folwark Pokrzywnica, w którym mieszkał i pracował do wybuchu II wojny światowej. Miał dwoje dzieci: Stanisława (1919–2017) i Zofię (1921–2006).
Po śmierci został pochowany na cmentarzu w Józefowie.
Szwagrem Wyganowskiego (mężem siostry Zofii) był Leonard Witold Maringe, bratem ciotecznym (synem siostry ojca, Jadwigi) – Piotr Potworowski, a teściem brata (Jana) był Edward Natanson.